# Высшая духовная семинария (Элк)
Высшая духовная семинария (пол. Wyższe Seminarium Duchowne w Ełku) — государственное высшее учебное заведение, католическая духовная семинария, находящаяся в городе Элк, Польша. Семинария готовит священников для элкской епархии. Располагается в историческом здании на улице Костюшко, 9.

## История
Семинария была основана 16 апреля 1992 года элкским епископом Войцехом Зембой. В 1995 году в здании семинарии была построена и освящена часовня.

## Ректоры
- Влодзимаеж Вельгат (1992—1993);
- Роман Форыцкий (1993—2002);
- Войцех Калиновский (2002—2009);
- Кароль Буйновский (2009—2010);
- Анджей Ясько (2010—2013);
- Антоний Сковронский (2013).